# 李伟 (足球教练)
李伟（1963年2月26日—），中国足球教练。曾为中国足球乙级联赛球队沈阳东进主教练。

## 足球生涯
李伟生于沈阳，球员时代效力于沈阳队，作为守门员帮助球队在1991年中国足球甲B联赛中获得亚军，第一次冲入甲A联赛。退役后，李伟成为沈阳金德三线队的守门员教练。期间，金德三线队屡获全国冠军，李伟还培养出了数名国少球员。2004年10月，李伟因不满金德俱乐部的青训设施提出辞职。同年12月，李伟受聘担任中国国少队守门员教练。2005年12月，李伟应贾秀全邀请出任中国国青队守门员教练。2007年，李伟继续担任国青队助理教练、守门员教练。 2012年底，沈阳沈北俱乐部宣布李伟接替刘宏出任新赛季的守门员教练。2013年中甲联赛第10轮后，因球队排名未达到合同中的规定，沈阳沈北主教练刘志才被解雇，俱乐部任命李金羽为新主教练。而此时的李金羽正在北京参加中国足协举办的高级教练培训班，一时无法上任。俱乐部决定李伟临时代理主教练一职。李伟带领球队打了中甲第10轮的比赛和2013年中国足协杯第三轮的比赛，然后李金羽到任，李伟继续担任守门员教练。

## 轶闻
李伟与金德三线队时的弟子刘建业关系很好。据说当时李伟与金德解约时，刘建业曾出面挽留李伟。